# Diory Hernández
Pour les articles homonymes, voir Hernández.
Diory Hernández (né le 8 avril 1984 à San Pedro de Macorís en République dominicaine) est un joueur de baseball qui a évolué en Ligue majeure à la position d'arrêt-court pour les Braves d'Atlanta de 2009 à 2011.

## Carrière
Diory Hernández obtient un contrat avec les Braves d'Atlanta en 2002. Il débute en Ligue majeure le 21 mai 2009, après avoir été rappelé des ligues mineures pour combler l'absence d'Omar Infante, blessé. Il joue son premier match face aux Rockies du Colorado et réussit ses deux premiers coups sûrs le 24 mai contre les Blue Jays de Toronto. Le 1er juillet, il claque son premier coup de circuit dans les grandes ligues aux dépens de Tyler Walker des Phillies de Philadelphie.
En 33 parties avec les Braves en 2009, Hernandez a frappé 12 coups sûrs dont 3 doubles et un circuit, avec 6 points marqués et 6 points produits. Sa moyenne au bâton est de ,141 durant cette période. Il termine la saison dans les mineures avec les Braves de Gwinnett, club-école AAA de la franchise d'Atlanta.
Le 2 décembre 2011, il signe un contrat des ligues mineures avec les Astros de Houston. Il ne s'aligne pas en Ligue majeure avec le club et est libéré le 23 mai 2012. Deux jours plus tard, il est mis sous contrat par les Cubs de Chicago.

## Statistiques
| Saison | Équipe  | G  | AB | R  | H  | 2B | 3B | HR | RBI | SB | BA   |
| ------ | ------- | -- | -- | -- | -- | -- | -- | -- | --- | -- | ---- |
| 2009   | Atlanta | 33 | 85 | 6  | 12 | 3  | 0  | 1  | 6   | 0  | .141 |
| 2010   | Atlanta | 20 | 9  | 5  | 1  | 0  | 0  | 1  | 1   | 0  | .111 |
| Totaux | Totaux  | 53 | 94 | 11 | 13 | 3  | 0  | 2  | 7   | 0  | .138 |

| Saison | Équipe  | G | AB | R | H | 2B | 3B | HR | RBI | SB | BA   |
| ------ | ------- | - | -- | - | - | -- | -- | -- | --- | -- | ---- |
| 2010   | Atlanta | 2 | 1  | 0 | 0 | 0  | 0  | 0  | 0   | 0  | .000 |
| Totaux | Totaux  | 2 | 1  | 0 | 0 | 0  | 0  | 0  | 0   | 0  | .000 |

Note : G = Matches joués ; AB = Passages au bâton; R = Points ; H = Coups sûrs ; 2B = Doubles ; 3B = Triples ; 
HR = Coup de circuit ; RBI = Points produits ; SB = Buts volés ; BA = Moyenne au bâton.